# Sphaeralcea purpurata
Sphaeralcea purpurata är en malvaväxtart som först beskrevs av John Lindley och som fick sitt nu gällande namn av Antonio Krapovickas.
Sphaeralcea purpurata ingår i släktet klotmalvor och familjen malvaväxter. Inga underarter finns listade i Catalogue of Life.